# 三羟甲基丙烷三缩水甘油醚
三羟甲基丙烷三缩水甘油醚（英語：trimethylolpropane triglycidyl ether，简称TMPTGE）是缩水甘油醚家族中的一种有机化学品，化学式为 C15H26O6，主要用途是用作环氧树脂的改性剂和活性稀释剂。

## 别名
- XY636
- 2-乙基-2-(羟甲基)-1,3-丙二醇与氯甲基环氧乙烷的聚合物

## 生产
1,1,1-三羟甲基丙烷和环氧氯丙烷与路易斯酸催化剂反应生成卤代醇。下一步是用氢氧化钠脱氢氯化，形成了三缩水甘油醚。

## 用途
分子具有3个环氧乙烷官能团，其主要用途是改性和降低环氧树脂的粘度。这些活性稀释剂改性环氧树脂可进一步配制成CASE应用： 涂料（Coating）、粘合剂（Adhesives）、密封剂（Sealants）和弹性体（Elastomers）。稀释剂的使用确实会影响环氧树脂的机械性能和微观结构。使用这种稀释剂可以制备具有高抗冲击性的环氧树脂涂层。还可通过光引发机制用这种材料生产含氟聚合物，以及生产生物相容性材料。

## 相关
- 环氧化合物
- 缩水甘油

## 相关阅读
- . Paul F. Bruins, Polytechnic Institute of Brooklyn. New York: Interscience Publishers. 1968. ISBN 0-470-11390-1. OCLC 182890.
- Flick, Ernest W. . Park Ridge, NJ. 1993. ISBN 978-0-8155-1708-5. OCLC 915134542.
- Lee, Henry. . Kris Neville [2nd, expanded work]. New York: McGraw-Hill. 1967. ISBN 0-07-036997-6. OCLC 311631322.
- (PDF).   [2024-05-20]. （原始内容存档 (PDF)于2023-01-29）.

## 外部网站
- Hexion 多功能改性剂 （页面存档备份，存于）
- Denacol 环氧树脂稀释剂系列 （页面存档备份，存于）
- 嘉吉反应性稀释剂